# بیمارستان فیروزآبادی

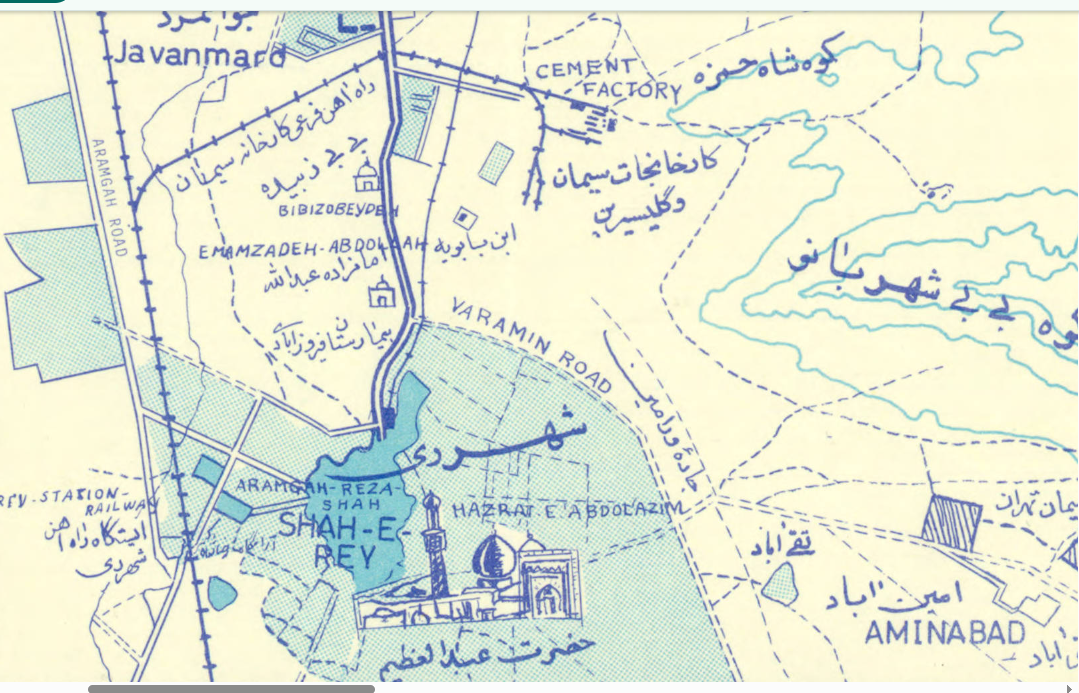
بیمارستان فیروزآبادی (وسط چپ) در نقشه شهر ری و حومه در سال ۱۳۴۶ خورشیدی

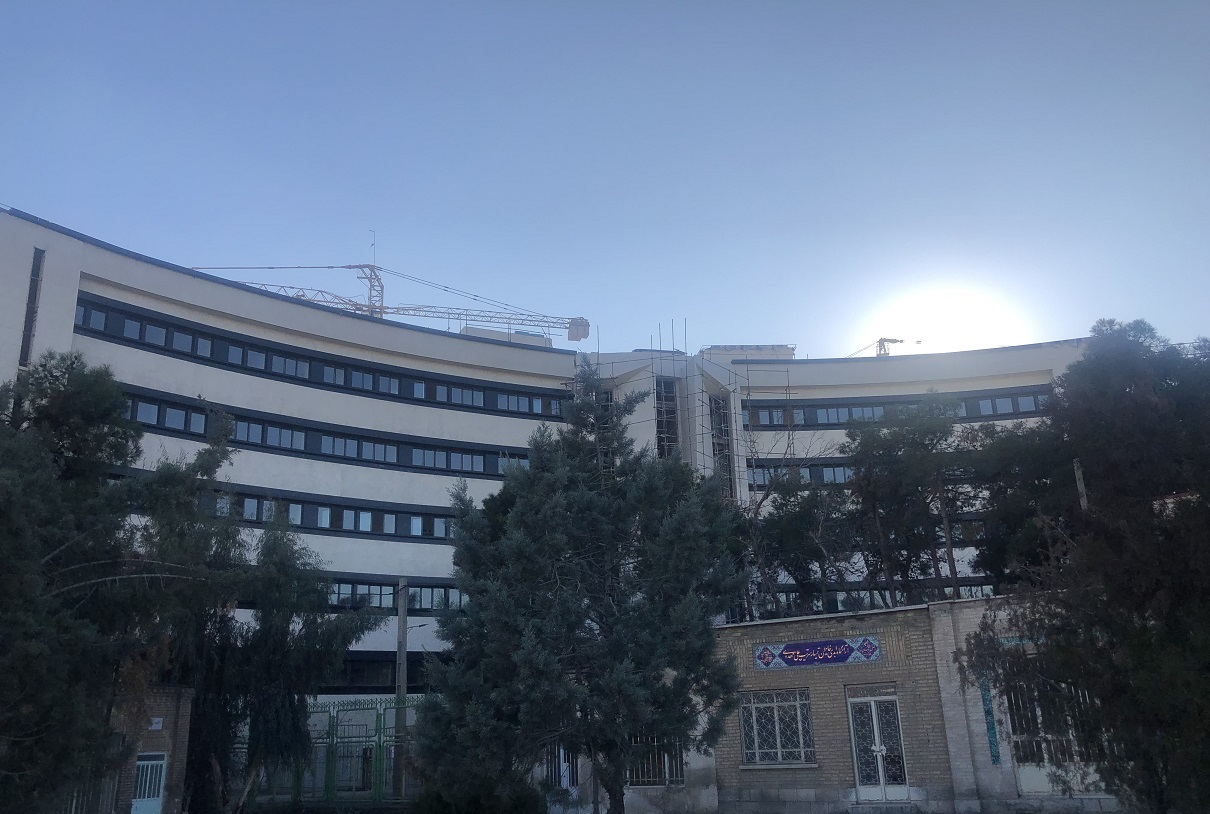
ساختمان جدید بیمارستان

بیمارستان فیروزآبادی با نام پیشین مریض‌خانه فیروزآبادی واقع در منطقه ۲۰ شهر تهران (شهر ری) که در سال ۱۳۱۳ توسط سید رضا فیروزآبادی و با کمک دکتر امیراعلم ساخت و وقف شد. این بیمارستان در شمال میدان اصلی شهر ری قرار دارد.

## تاریخچه
عملیات ساخت بیمارستان فیروزآبادی به همت والای مرحوم آیت ا... سید رضا فیروزآبادی از سال ۱۳۰۸ آغاز شد. مراسم کلنگ زنی بیمارستان روز عید فطر (۱۱ اسفند) سال ۱۳۰۸ انجام شد. برآورد هزینه ساخت این بیمارستان یکصد هزار تومان بود که تا آن تاریخ ۱۴ هزار تومان آن از محل حقوق آقای فیروزآبادی از مجلس تامین شده بود.
دکتر حبیب‌الله فیروزآبادی نوه آیت الله فیروزآبادی واقف مسجد و بیمارستان فیروزآبادی در روستا فیروزآباد در 6 کیلومتری شهرری دیده به جهان گشود و تحصیلات حوزوی را تا درجه اجتهاد به پایان رساند و به دلیل محبوبتی که بین مردم داشت درسال های بعد ، چهار دوره متوالی به عنوان نماینده مردم تهران در مجلس شورای ملی انتخاب شد و در راستای شوق و علاقه ای که در خدمت به نیازمندان و بیماران داشت کلیه حقوق نمایندگی خود در این چهار دوره را صرف خرید باغ حرمت الدوله در زمینی درشهرری به مساحت 52000 متر مربع و به مبلغ 7000تومان از آقای سپهبد سفیر وقت ایران در سوئیس نمود که مریضخانه فیروزآبادی و بعدها بیمارستان فیروزآبادی در آن بنا نهاده شد و وقف شد.
مریضخانه فیروزآبادی در زمان تاسیس ، با 600 تخت بستری در زمره بزرگترین بیمارستان های موجود در کشور محسوب می شد که به جز درمان بیماران، بعدها پزشکان و اساتید بسیاری در آن پرورش یافتند.
مریض‌خانه بعدها گسترش پیدا کرد و اکنون به صورت بیمارستانی با تمامی خدمات به فعالیت خود ادامه می‌دهد. در گذشته این بیمارستان با کاشی‌کاری‌های فیروزه‌ای رنگش در ضلع جنوب شرقی بیمارستان فعلی قرار داشت و بر آن این جمله نقش بسته است:
این مریض خانه وقف است بر فقرا و رعایا و غربا و بیچارگان، لعنت بر کسانی که تخلف نمایند

## بخش های بیمارستان
در حال حاضر بیمارستان فیروزآبادی به عنوان یک بیمارستان جنرال تخصصی و درجه یک در شهرری با متراژ تقریبی 52000 متر مربع زمین و حدود 25000 متر مربع به ارائه خدمات درمانی پرداخته و با دارا بودن حدود یکصد تخت ویژه ICU ، CCU و Post CCU به عنوان مرکز تخصصی بخش های ویژه قلب در شهرری و جنوب تهران و تحت پوشش دانشگاه علوم پزشکی ایران می باشد.بیمارستان فیروزآبادی دارای تخصص های زنان، جراحی، داخلی، گوارش، اطفال، ارتوپدی، رادیولوژی، روماتولوژی، نفرولوژی، بیهوشی، ارولوژی، گوش و حلق و بینی، نورولوژی، روان‌پزشک، چشم، پاتولوژی، تغذیه و داروسازی است. همچنین دارای بخش‌های جراحی زنان و مردان، داخلی-عفونی،اطفال،دیالیز و اوژانس است.